# (8040) Utsumikazuhiko
(8040) Utsumikazuhiko est un astéroïde de la ceinture principale.

## Description
(8040) Utsumikazuhiko est un astéroïde de la ceinture principale. Il fut découvert le 16 septembre 1993 à Kitami par Kin Endate et Kazuro Watanabe. Il présente une orbite caractérisée par un demi-grand axe de 2,55 UA, une excentricité de 0,17 et une inclinaison de 5,9° par rapport à l'écliptique.

## Compléments